# Kawir (Band)
Kawir ist eine griechische Band aus Athen und Attika und gehört zu den älteren Bands der griechischen Black-Metal-Szene sowie zu den ältesten im Pagan Metal. Vaso Prasa von metalzone.gr bezeichnet sie als „historisch“.

## Bandgeschichte
Kawir wurde 1993 von Bandleader Thertonax alias Mentor gegründet, nachdem er bei Zemial ausgestiegen war; vorher hatte er auch bei Nocturnal Death gespielt. 1993 veröffentlichte die Band die Kassette Promo ’93 mit dem Lied Sinn (The Blazing Queen). 1994 erschien eine Split-EP mit der japanischen Band Sigh, auf der das Lied ebenfalls zu finden ist. Die erste eigene Single Eumenides spielte Mentor mit Necroabysious von Varathron am Gesang, Eskarth von Agatus, Zemial an der Gitarre und Magus Wampyr Daoloth von Necromantia als Produzent und Toningenieur ein. Aufgrund von Besetzungsproblemen, durch die Kawir unter anderem nicht mit Cradle of Filth und Sigh auf Tournee gehen konnte, kam es erst 1996 zu ersten Auftritten. Die EP To Cavirs spielte die Band ohne Necroabysious und Eskarth ein, stattdessen übernahm Archemoros den Gesang, Nick (inzwischen Vriareos) das Schlagzeug und Hephaistion das Keyboard. Ohne die Mitglieder anderer Bands fand Kawir zu einem eigenständigeren Stil, dessen Merkmale sich hier abzeichnen. Die EP wurde 1997 als Album mit vier weiteren Stücken wiederveröffentlicht.
Mit dem Album Epoptia wich die Band stark von ihrem alten Stil ab: Diavelgenus übernahm den Gesang anstelle von Necroabysious, der Stil wurde schneller und polierter. Neben ständigen Besetzungsproblemen belastete die Band, dass Gerüchte aufkamen, sie sei in der rechtsextremen Partei Chrysi Avgi involviert. Nach dem Album war Therthonax über mehrere Jahre inaktiv und schrieb keine Musik, Kawir wurde aber nie offiziell aufgelöst. 2002 erschien eine Split-Single mit Nocternity, 2003 eine mit der Band Zemial, mit der Kawir auch live in Athen auftrat. Therthonax sieht allerdings erst das Jahr 2007 als eigentliche Rückkehr Kawirs. Mit dem Album Arai, bei dem der langjährige Keyboarder und Ex-Schlagzeuger Erichthonios den Gesang übernahm, kehrte die Band wieder stärker zu einem griechischen Klang zurück.
Ende 2006 kam Therthonax wieder zu neuen Mitgliedern, mit denen er nach Jahren erstmals wieder Konzerte gab und ein neues Album schrieb. Nachdem die Band 2007 mit zwei Tourneen (davon eine mit Zemial in Europa) beschäftigt war, unterschrieb sie beim neuen Label Those Opposed Records aus Frankreich einen Vertrag über ein Album und nahm kurz darauf das Album Ophiolatreia auf; nach der Veröffentlichung stieg Porphyrion aus und schloss sich Acherontas an; er wurde durch Zagreus ersetzt. Außerdem setzte Therthonax sein seit 1993 geplantes akustisches Projekt Kabeiros um, mit dem er im Dezember 2007 erstmals auftrat. Alle Mitglieder der Band sind auch Mitglieder des Ύπατο Συμβούλιο των Ελλήνων Εθνικών (YSEE; gr.: ‚Oberster Rat der ethnischen Hellenen‘), der einzigen Organisation, die Zeremonien an offenen Plätzen und archäologischen Orten abhalten darf.
Therthonax kündigte 2008 eine Split-LP/-CD mit der ebenfalls griechischen Band Nergal an, die beim finnischen Label No Sign of Life erscheinen soll.

## Stil und Thematik
Musikalisch kann Kawir dem griechischen Black-Metal-Stil mit dem für dieses Genre typischen Keyboards zugeschrieben werden, verfügt aber durch die Verbindung metal-untypischer Instrumente mit einem im Gegensatz dazu rohen E-Gitarren-Klang und Texte in altgriechischer Sprache (was in der griechischen Szene ungewöhnlich ist) über einen eigenen Stil. Durch epische Tendenzen, den Einsatz metal-untypischer Instrumente wie Flöten und akustischen Gitarren sowie die Texte über heidnische Kulturen nähert sich die Band dem Pagan Metal; das Lied Hymn to Zeus ist sogar komplett ohne Metal-Instrumentation eingespielt und basiert ausschließlich auf Perkussion, Flöten und akustischen Gitarren, Hymn to Seline auf Perkussion, Flöten und weiblichem Gesang. Die Texte Kawirs befassen sich hauptsächlich mit der heidnischen vorchristlichen Welt und vor allem mit der griechischen Mythologie. Die dabei verwendete altgriechische Sprache sieht Therthonax als musischere Sprache an und das Einbringen von Elementen des eigenen Landes als Charakteristikum des Heidentums. Was die Band kreierte, sei sehr speziell, und er könne keine ausländischen Musiker dafür anheuern; er könne beispielsweise keinen Deutschen altgriechische Texte für seine Band singen lassen und umgekehrt nicht auf Englisch an einer Band in einem anderen Land mitwirken.
Sinn (The Blazing Queen) beispielsweise behandelt die sumerische Mondgottheit Nanna, auch als Sin bekannt. Das Lied beginnt mit akustischem Gitarrenspiel, dessen ruhige Atmosphäre durch Necroabysious’ Gesang abrupt endet. Die akustischen Gitarrenparts bleiben aber durch das Lied hindurch erhalten und sollen dem Lied antike, heidnische Anklänge verleihen.
The Adored Cry of Olympus von der Eumenides-Single wiederum ist ein langsames Lied mit atmosphärischen Keyboards und Necroabysious’ typischen Growls. Das ebenfalls dort enthaltene Eumenides hingegen ist schneller gehalten und mit hohen Screams. Infinite Chaos vom Album Epoptia ist in einem hohen Tempo gehalten, das sie auf vorherigen Veröffentlichungen nicht erreichte, mit Parts im mittleren Tempo zur Abwechslung. Bei Cosmic Verve wiederum beginnt die Band mit ihrem typischen Stil mit einem langsamen Start und bombastischem Keyboard, das Tempo wird aber zunehmend erhöht. Korivantes bietet mit Blastbeats, Keyboards, langsameren Passagen und extremem Schreigesang ein großes Spektrum black-metal-typischer Stilmittel.
Das Album Ophiolatreia ist für Therthonax weniger ein Studioalbum, es habe mehr Live-Atmosphäre und weniger Studioklang; es erinnere ihn an den alten griechischen Klang in modernerer Fassung. Teilweise könnte es daran liegen, dass einige Riffs noch vor 2000 entstanden. Ophiolatreia bedeutet Schlangenverehrung, die Therthonax als im Wesentlichen die Verehrung des Primitiven erklärt, die älter sei als der Dodekatheismus, d. h. die Verehrung der zwölf Hauptgötter des griechischen Pantheons. Substantiell habe die Schlangenverehrung mit dem orphischen kosmischen Ei zu tun und somit mit der Kosmogonie.

## Diskografie
Demos
- 1993: Sinn (The Blazing Queen) (MC, Eigenvertrieb)

EPs
- 1994: Eumenides (7”-Vinyl, Dark Side Records)
- 1996: To Cavirs (12”-Vinyl, Odium Records)
- 2010: To Uranus (CD, Those Opposed Records)

Splits
- 1994: Suicidogenic / Sinn mit Sigh (Split-Single, 7”-Vinyl, Cacophonous Records)
- 2002: Keres / A Fallen Unicorn mit Nocternity (Split-Single, 7”-Vinyl, Sombre Records)
- 2003: Daimon mit Zemial (Split-Single, 7”-Vinyl, Apocalyptor Records)
- 2011: Grunwald / Titanomachy mit Scythian (Split-Single, 7”-Vinyl, Nuclear Winter Records)
- 2012: Emissaries of a Profane Advent mit Nergal, Embrace of Thorns, Soulskinner (Split-EP, 12”-Vinyl, Hammer of Hate Records)
- 2020: Dimos cae Phobos mit Yoth Iria (Split-Single, 7”-Vinyl, Hell’s Fire Records)

Alben
- 1997: Pros Cabirous (To Cavirs) (CD, Nyx Records; 12”-Vinyl, Cold Void Records)
- 1999: Epoptia (CD, Storm Productions)
- 2005: Arai (CD, Solistitium Records)
- 2008: Ophiolatreia (CD, Those Opposed Records)
- 2010: Athenian Echoes Over Paris (Konzertalbum, DVD, Those Opposed Records)
- 2012: Isotheos (CD/12”-Vinyl, Deathrune Records)
- 2016: Pater Êlie Mêter Selana (CD/2x12”-Vinyl, Iron Bonehead Productions; MC, III Damnation Productions)
- 2017: Exilasmos (CD/12”-Vinyl/MC, Iron Bonehead Productions)
- 2018: Adrastia (CD/12”-Vinyl/MC, Iron Bonehead Productions)

Kompilationen
- 2006: Dei Kabeiroi (CD, Kyrck Productions & Armour)
- 2014: Nychtos teletêsin – 20 Years of Recording (2xCD, Those Opposed Records)

Boxsets
- 2016: 1993 - 2015 (7xMC, Iron Bonehead Productions)
- 2016: Amyêton mê isienae (6xLP, Those Opposed Records; 5xMC, Iron Bonead Productions; 6xCD, Hammer of Damnation)

Beiträge auf Kompilationen (Auswahl)
- 1996: Ermis auf Teach Your Soul With Fire Vol. III (MC, Art Productions)
- 1997: Sadist auf Bathory Tribute – Hellas Salutes the Vikings (CD, Metal Invader)
- 2007: Ode To Time auf The Pagan Herald No. II - Voices Of Nature, Myths And Pagan Metal (CD, The Pagan Herald)
- 2018: Agamemnon auf Wolfish Grandeur - Doom Heralds (Label Compilation Vol. VI) (CD, Iron Bonehead Productions)

## Musikvideos
- 2016: To The Three Shaped Godess (Regie/Produktion: Antonis Skaramagkas und George Pagounis)